# Paramisophria variabilis
Paramisophria variabilis is een eenoogkreeftjessoort uit de familie van de Arietellidae. De wetenschappelijke naam van de soort is voor het eerst geldig gepubliceerd in 1985 door McKinnon & Kimmerer.